# Guardias Negras

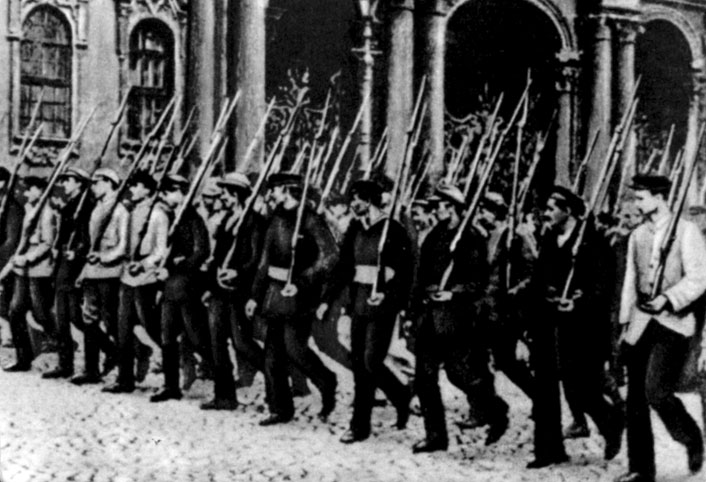
Fotografía de los Guardias Negras formando y marchando (14-12-1917).

Las Guardias Negras (en ucraniano: Чорна гвардія) fueron los grupos armados que los trabajadores formaron después de la Revolución Rusa y antes de la Tercera Revolución Rusa. Fueron la fuerza principal de acción de los anarquistas. 

## Historia
Fueron creados en otoño de 1917 en Ucrania por María Nikíforova y en enero de 1918 en Moscú, bajo el control de los anarquistas en las empresas industriales y de los Comités de Fábrica y por células de la Federación de Grupos Anarquistas de Moscú. A principios de 1918, en reacción a la creciente represión de toda oposición y de la libre expresión, los grupos anarquistas dentro de la Federación de Moscú formaron destacamentos armados, las Guardias Negras (alrededor de 1000 efectivos), lideradas por Lev Chorni. Las Guardias Negras fueron la base para la formación posterior del Ejército Negro de Ucrania, liderado por Néstor Majnó. Así, el término se utiliza a menudo como un sinónimo del Ejército Negro al referirse a la época de la Revolución Rusa y la Tercera Guerra Civil Rusa. 
El Tratado de Brest-Litovsk y las privaciones de la Guerra Civil provocaron disensiones entre los grupos de izquierda, que fueron reprimidos por los bolcheviques. En la noche del 12 de abril de 1918 la Cheka (policía secreta) allanó los 26 centros anarquistas en Moscú, incluyendo la Casa de la Anarquía, el edificio de la Federación Anarquista de Moscú, a lo cual las Guardias Negras ofrecieron resistencia armada. Una feroz batalla se armó en la calle Málaya Dmítrovka en la que cerca de 40 anarquistas fueron muertos o heridos y unos 500 fueron encarcelados. Algunos antiguos integrantes de las Guardias Negras tomaron parte en el levantamiento de los SR de izquierda del 6 de julio de 1918.

### Militarización en Ucrania
En última instancia, el legado de la Guardia Negra fue servir como modelo para el Ejército Insurgente Revolucionario de Ucrania, también conocido como el Ejército Negro. Tras el Tratado de Brest-Litovsk, Néstor Majnó formó una unidad de Guardias Negros en Ucrania que luego se convertiría en lo que se conocería formalmente como el Ejército Insurgente Revolucionario de Ucrania (RIAU). La RIAU puede haber sido considerada una continuación de la Guardia Negra siendo en una escala mucho más grande, organizada y unificada.

## Nomenclatura
Las Guardias Negras podrían deber su denominación al hecho de la clásica bandera negra, símbolo de la Anarquía. En ucraniano, chorna (en cirílico: чорна) significa "negra", por lo tanto otro posible origen de la denominación podría deberse a Lev Chorni, su líder.